# ブラジル宇宙機関

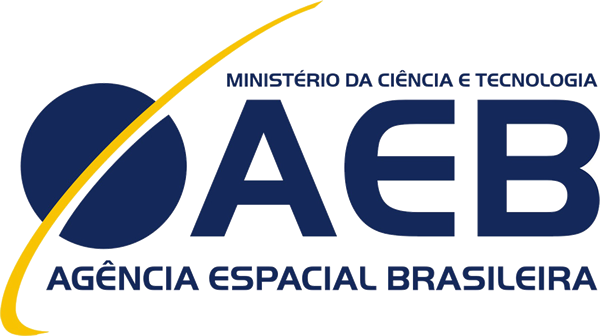
ブラジル宇宙機関のロゴ

ブラジル宇宙機関（ブラジルうちゅうきかん、ポルトガル語: Agência Espacial Brasileira；AEB, 英語: Brazilian Space Agency）は、ブラジルの宇宙機関。宇宙開発を担当する国家機関であり、ラテンアメリカ諸国で随一の規模と実績をもつ。

## 概要
ブラジル空軍と共同管理するアルカンタラ射場を拠点とし、VLS-1ロケットなどを運用している。国際宇宙ステーション（ISS）計画にも参加している。
2008年度の予算は約2億1300万USドル。
アメリカ合衆国をはじめとして、ウクライナ、イスラエル、アルゼンチン、中国、日本との協力関係を結んでいる。

## ブラジルの宇宙開発史
1961年～1993年まではブラジル空軍が宇宙開発計画を担当していたが、文民のブラジル科学技術省に移管されることとなり、ブラジル宇宙機関が1994年2月10日に設立された。
民生分野では科学技術省の下に国家宇宙事業委員会(Comissão Nacional de Atividades Espaciais、CNAE)が設置されていた。1971年に軍と民生の委員が加わり、ブラジル宇宙事業委員会(Comissão Brasileira de Atividades Espaciais、Cobae)が設立され、国家安全保障会議(CSN)の下に置かれることになった。Cobaeの長官には国軍参謀本部(Estado-Maior das Forças Armadas、EMFA)の長官が就くことになり、ブラジル総合宇宙計画(Missão Espacial Completa Brasileira、MECB)の策定取り組むことになった。また、CNAEは1971年にブラジル国立宇宙研究所(Instituto Nacional de Pesquisas Espaciais、INPE)に再編され、衛星を開発し、宇宙と気象学の研究を担当することになった。以降、ブラジルでは大まかに宇宙開発のうち射場とロケットを軍が、人工衛星や科学技術研究を民生が行うようになった。
1980年代には大統領であったジョゼ・サルネイの地元であるマラニョン州のアルカンタラにアルカンタラ射場(Centro de Lançamento de Alcântara、CLA)が作られ、ここから打ち上げが行われるようになった。アルカンタラ射場は1990年2月21日から使用が始まった。開発には4億7千万米ドルが使われたとされている。この射場は世界で最も赤道に近く、赤道からわずか2.3度南でしかない。この特徴は静止衛星の打ち上げにとって非常に恵まれている。例えば、赤道から近いという特徴によってケネディ宇宙センターと比較して25％の燃料を節約することを可能にしている。
MECBをより確実に民間に移行するために1994年2月10日、ブラジル大統領イターマル・フランコはブラジル宇宙機関(Agência Espacial Brasileira、AEB)の設置に合意した。これによって宇宙開発は国防省から科学技術省主導に転換され、単なる諮問機関となり、委員のいなかったCobaeに変えてAEBが設置された。半分自治の政府機構であるAEBは、独自の職員を保有し、政策の実行に責任を負っている。AEBは大統領直属の民生分野の人材に率いられることになっている。
また、AEBはアメリカ政府からの批判をそらすために創設された。アメリカはブラジルの宇宙開発の中でCTAとINPEに金融的、技術的支援に始まり中心的な役割を果たしていた。1966年、アメリカは観測ロケットを提供しており、これはブラジルによって打ち上げられている。これらの技術を元に、ブラジルは大型のロケットを開発していた。しかし、アメリカ政府はMECBにブラジル軍を巻き込んだ状態に警告を示しており、これを避けるためにもAEBが設立された。
2003年8月22日、アルカンタラ射場にてVLS-1ロケット3号機の打ち上げ準備中に爆発事故が発生し、21人の死者を出している（ブラジルロケット爆発事故）。

## 有人宇宙飛行
2006年3月30日～4月8日にブラジル空軍パイロットであるマルコス・ポンテスがソユーズに搭乗し、国際宇宙ステーションに滞在した。彼はブラジル人初（およびポルトガル語ネイティブ話者として初）の宇宙飛行士となった。

## 国際協力
ブラジルは現在カナダ、欧州宇宙機関、ロシア、フランス、中国などと協力している。なお、アメリカはこれらの機関にブラジルを通して技術が流出することに神経を尖らせている。ブラジルは現在も日本やイスラエルのように新しい協力相手を探している。